# マウスプロモーション
株式会社マウスプロモーション（英: MAUSU PROMOTION.co.ltd）は、日本の声優事務所。日本声優事業社協議会会員。略称は「マウスプロ」「マウス」。

## 概要
1969年、同人組織 江崎事務所として設立。1974年に有限会社江崎プロダクションに改組。1995年に株式会社化し、2000年から現社名となった。
社名の「マウス」は口（mouth）ではなくネズミ（mouse）のこととされており、プロダクションのマスコットもネズミのキャラクターであるが、英字商号の表記は［MAUSU PROMOTION.co.ltd」、公式サイトのドメイン名も「mausu.net」、弟会社の音響制作/録音スタジオの名称も「STUDIO MAUSU」とするなど、英語のmouseでなくマウスのローマ字表記であるmausuに統一されている。付属養成所にマウスプロモーション付属俳優養成所がある。
創業者の江崎加子男が代表取締役を退いてからは、所属声優であった納谷六朗の妻である納谷光枝、その長男である納谷僚介が社長を務めていた。

## 所属声優

### 男性
| あ行 - 熱海和輝 - 阿部駿人 - 安斉一博 - 石上裕一 - 市来光弘 - 伊藤健太郎 - 井上拓真 - 井上雄貴 - 伊丸岡篤 - 岩中睦樹 - 臼木健士朗 - 江川大輔 - 遠藤大輔 - 大川透 - 大塚明夫 - 大泊貴揮 - 大野智敬 - 小形満 - 奥田寛章 - 奥村翔 - 尾上翔 - 小野塚貴志 | か行 - 笠原雄介 - 金子隼人 - 唐戸俊太郎 - 河西健吾 - 菊地達弘 - 菊本平 - 木島隆一 - 北島善紀 - 木田祐 - 楠見尚己 - 小上裕通 - 金野潤 さ行 - 坂出雅樹 - 坂田明寛 - 坂巻学 - 塩尻浩規 - 新垣樽助 - 末次純 - 鈴村琉斗 - 関口英司 - 園江治 | た行 - 高橋英則 - 高塚智人 - 田丸篤志 - 千葉瑞己 - てらそままさき な行 - 中村太亮 - 中村俊洋 - 永野善一 - 西谷亮 は行 - 浜田賢二 - 原澤航一 - 半澤敦史 - 平林剛 - 樋渡宏嗣 - 星野佑典 - 堀井茶渡 - 本多諒太 | ま行 - 松本忍 - 増田竜馬 - 宮澤真一 - 三輪隆博 - 武藤正史 - 村上裕哉 - 茂木たかまさ - 森田順平 - 森永彩斗 - 森山和輝 や行 - 山上佳之介 - 山田寛人 - 山本趣宇 - 湯浅雅恭 - 吉野貴宏 |

### 女性
| あ行 - 愛原ありさ - 足立由夏 - 尼子絢那 - 飯沼南実 - 五十嵐裕美 - 江原萌依 - 遠藤勝代 - 大田菜乃子 - 大谷育江 - 大野柚布子 - 大橋歩夕 - 岡村明美 - 小澤みなみ - 織部ゆかり か行 - 加隈亜衣 - 上川ゆう - 亀井芳子 - 河上咲羅 - 神田みか - 菅野真衣 - 岸本望 - 喜田あゆ美 - 木附久美子 - 倉丸莉子 - 桑原由気 - 神山裕紀 - 小島幸子 - 小橋里美 - 胡麻鶴彩 | さ行 - 佐藤あずさ - 塩谷綾子 - 芝崎典子 - 清水彩香 - 白砂沙帆 - 杉山里穂 - 鈴木日菜 - 寿美かのん - 陶山恵実里 - 関口理咲 - 芹明希子 た行 - 高井舞香 - 高田憂希 - 田中杏沙 - 田中貴子 - 谷育子 - 谷井あすか - 種田文子 - 田村好 - 辻あゆみ - 津田里穂 - 椿理沙 - 土佐愛美香 | な行 - 中恵光城 - 中島唯 - 中田彩理沙 - 中臣真菜 - 中村桜 - 長尾歩 - 鍋井まき子 は行 - 秦佐和子 - 羽鳥靖子 - 春瀬なつみ - 氷上恭子 - 日野佑美 - 百冨芽衣 - 廣田悠美 - ファイルーズあい - 藤田美羽 - 古川玲 - 古木のぞみ - 細野雅世 | ま行 - 前田真里 - 増田ゆき - 松浦チエ - 松嵜麗 - 三浦綾乃 - 水間友美 - 南優衣 - 海弓シュリ - 村瀬迪与 - 村田綾香 - 村田遥 - 森なな子 - 森永理科 - 森本73子 - 森谷里美 や行 - 柳原かなこ - 柳瀬佳世 - 山口裕美子 - 湯浅かえで - 吉田聖子 わ行 - 渡辺明佳 - 渡辺優里奈 |

## マウスプロモーションから独立した声優事務所
- ピアレスガーベラ（2011年）

## マウスプロモーション舞台公演喜劇
- 第1回公演、誘拐-誠実にうそをつけ-
- 第2回公演、新版・相続法概説
- 第3回公演、桜の田
- 第4回公演、桜の花にだまされて
- 第5回公演、銀と赤のきおく

## マウスプロモーションが関わっている作品
- ウルトラニャン
- 桜蘭高校ホスト部
- 神無月の巫女
- 交響詩篇エウレカセブン
- サイバーシックス
- 三国志演義…地上波U局放送分・市販ビデオ版
- 3年B組金八先生 伝説の教壇に立て!
- 十二戦支 爆烈エトレンジャー
- 新スタートレック
- スタートレック:ヴォイジャー
- そふてにっ
- HEARTWORK（ゲーム版及びOVA共通）
- ヴォイスステーション・HOTEL MAUSU
- ボクらの太陽 - ラジオ関西毎週金曜深夜=土曜未明0:30〜1:00、〜2006年1月頃まで。所属声優が2〜3名程度月替りでパーソナリティーを担当していた。
- パタパタ飛行船の冒険
- XXXHOLiC
- 嫁コレ（非映像化コンテンツ〈講談社ラノベ文庫諸作品、ハローキティといっしょ!〉の声を担当）
- 落語天女おゆい（製作）
- リーンの翼